# HMS Gibraltar (1892)
HMS Gibraltar byl britský křižník třídy Edgar spuštěný na vodu v roce 1892 pro Royal Navy. Byla vybudována ve městě Glasgow, vytápěna uhlím se čtyřmi dvojitě končícími kotly pohánějícími dvě hřídele. Její rychlost činila s motorem 20 uzlů, s přírodním pohonem 18 uzlů. Byla to dobrá loď na moře a mimořádný parník. Sloužil na ní budoucí král moří John H. D. Cunningham.
Na počátku své kariéry sloužil hlavně v zahraničí. I přesto, že byl zastaralý, sloužil v první světové válce nejdříve v 10. eskadře severní hlídky a od roku 1915 jako skladištní loď pro tuto skupinu v Shetlandách. 
Gibraltar byl v roce 1923 prodán.